# قوجة علي
قوجة علي (بالتركية: Kocaali)‏ هي بلدة ومُديريَّة تقع في ولاية سقارية بتركيا. تصل مساحتها إلى 254 كم²، وترتفع عن سطح البحر حوالي 45 م.